# Papa Leão II
Leão II (em latim: Leo II), (Tema da Sicília, 611 - Roma, 28 de junho de 683) foi o 80.º Papa da Igreja Católica de 17 de agosto de 682 até 28 de junho de 683, e era siciliano de nascimento. 
O seu antecessor Agatão fora representado no sexto concílio ecuménico (de Constantinopla em 680), onde fora anatematizado o Papa Honório I pela sua posição na controvérsia monotelita, como favorável da heresia; e o único facto de interesse histórico do pontificado de Leão II foi a aprovação da decisão do concílio de condenar Honório, a quem considerava como "profana proditione immaculatem fidem subvertare conatus est". Para a ponderação sobre a questão da infalibilidade papal, estas palavras provocaram considerável atenção e debate, dando-se importância ao facto de que no texto, em grego, da carta ao imperador, da qual consta a frase acima transcrita, se usa a expressão "subverti permisit" mais leve do que "subvertare conatus est".
Foi durante o pontificado de Leão II que a dependência da sé de Ravena da de Roma foi estabelecida definitivamente por um edito imperial.